# 拉布尔城
拉布尔城，位于中国青海省湟中县汉东乡拉布尔村一社，为青海省市县级文物保护单位，公布日期为2001年12月27日，类型为古遗址。
拉布尔城的历史年代为清。